# Lajeado Cerne
Lajeado Cerne é um dos quatorze distritos rurais do município brasileiro de Santo Ângelo, no Rio Grande do Sul. Situa-se a noroeste do território do município, a uma altitude de 323 m. 
Faz divisa com os distritos de Cristo Rei, Lajeado Micuim e União e com o município de Sete de Setembro. O distrito possui 321 habitantes, de acordo com o censo de 2010.
História
De acordo com historiadores e moradores mais antigos, também é conhecido como Lajeado do Cerne, que dá origem ao seu nome. 
Na época da sua colonização por descendentes de italianos, utilizava-se como passagem sobre o Rio Lajeado ali localizado, uma árvore de madeira nobre que caíra naturalmente, formando uma "Pinguela". Com o passar dos anos, a parte mais externa da madeira foi se desgastando, deixando exposto o "Cerne", parte mais interna e que contém maior robustez e durabilidade. Daí o nome: LAJEADO DO CERNE. 
Aspectos Gerais
A comunidade é conhecida pelo seu ar de hospitalidade e pela união do seu povo, também por sua rica variedade de culturas oriundas da miscigenação de diversas descendências. Suas festas comunitárias reúnem pessoas de todo município e de municípios vizinhos, que vem apreciar a culinária peculiar encontrada somente no Lajeado Cerne. 
Cultura e Tradições
O Piquete Puro Cerne atrai os diversos tradicionalistas e artistas regionais na semana farroupilha, que se unem para celebrar e levar a adiante os costumes do povo gaúcho.
Dispõe no seu ambiente tranquilo uma vida mais próxima da natureza. O legado de sua cultura é forte, com tradições e costumes que são muito preservados, além de uma boa convivência entre os moradores. A economia é baseada na agricultura, agroindústrias, na pecuária de corte e leite e em atividades relacionadas ao campo.